# Aczelia argentina
Aczelia argentina är en tvåvingeart som först beskrevs av Wulp 1882.  Aczelia argentina ingår i släktet Aczelia och familjen rovflugor. Inga underarter finns listade i Catalogue of Life.